# Gaetano Stampa
Gaetano Stampa (ur. 1 listopada 1667 w Mediolanie, zm. 23 grudnia 1742 tamże) – włoski kardynał.

## Życiorys
Urodził się 1 listopada 1667 roku w Mediolanie, jako syn Cristierna Stampy i Giustiny Borromeo. Studiował na Uniwersytecie Pawijskim, gdzie uzyskał doktorat utroque iure}. Następnie został referendarzem Trybunału Obojga Sygnatur i prałatem Jego Świątobliwości. 31 października 1717 roku przyjął święcenia kapłańskie. 6 grudnia został wybrany tytularnym arcybiskupem Chalkedonu, a 23 stycznia 1718 roku przyjął sakrę. W latach 1718–1720 był nuncjuszem we Florencji, a w okresie 1720–1735 – w Wenecji. W 1737 roku został arcybiskupem Mediolanu. 23 lutego 1739 roku został kreowany kardynałem prezbiterem i otrzymał kościół tytularny Sant’Alessio. Zmarł 23 grudnia 1742 roku w Mediolanie.